# Сіньял-Покровське сільське поселення
Сінья́л-Покро́вське сільське поселення (рос. Синьял-Покровское сельское поселение) — муніципальне утворення у складі Чебоксарського району Чувашії, Росія. Адміністративний центр — присілок Пархікаси.

## Населення
Населення — 1686 осіб (2019, 1703 у 2010, 1643 у 2002).

## Склад
До складу поселення входять такі населені пункти:
| Населений пункт             | Населення, осіб (2002) | Населення, осіб (2010) |
| --------------------------- | ---------------------- | ---------------------- |
| Важуково, присілок          | 85                     | 95                     |
| Ішлеї, селище               | 43                     | 40                     |
| Пархікаси, присілок         | 511                    | 490                    |
| Селіванкіно, присілок       | 388                    | 387                    |
| Сіньял-Покровське, присілок | 253                    | 251                    |
| Хозандайкіно, присілок      | 121                    | 151                    |
| Янду, присілок              | 26                     | 28                     |
| Яранкаси, присілок          | 216                    | 261                    |